# Grado alcohólico (historia)

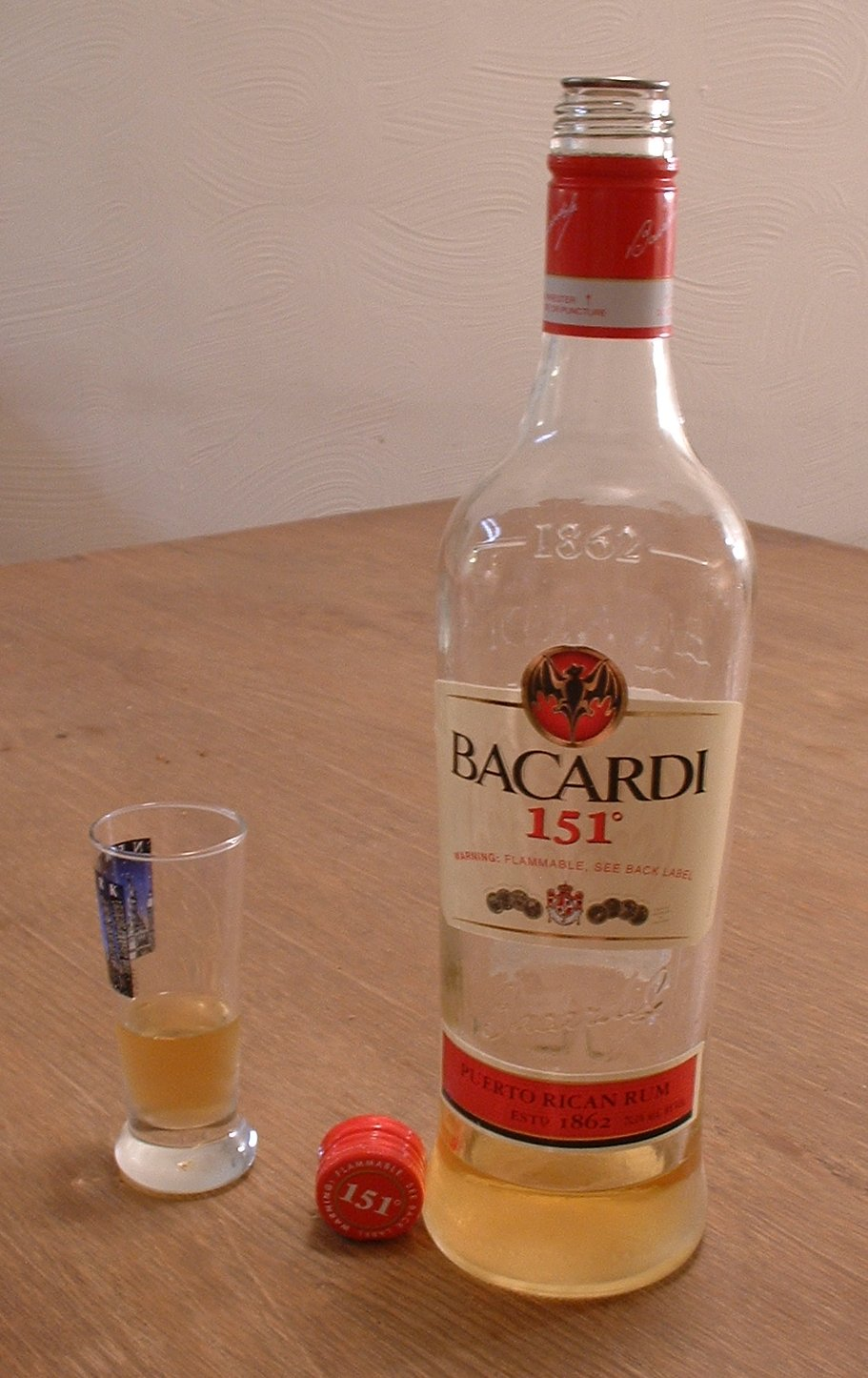
Una botella de ron 151 grados ("sobre-prueba"), medido según el sistema estadounidense, con un ABV del 75,5%

El grado alcohólico (normalmente denominado ‘‘grado’’ en relación con una bebida) es una medida del contenido de etanol (alcohol) en una bebida alcohólica. El término se utilizó originalmente en Inglaterra y a partir de 1816 equivalía aproximadamente a 1,75 veces el porcentaje de Graduación Alcohólica Volumétrico (ABV, por sus siglas en inglés). Hoy en día, el Reino Unido utiliza ABV en lugar de grado alcohólico. En Estados Unidos, el grado alcohólico se define como el doble del porcentaje de ABV. Asimismo, la definición de grado alcohólico varía de un país a otro.
La medición del contenido de alcohol y su indicación en las botellas de bebidas alcohólicas está regulada por ley en muchos países. En 1972, Canadá eliminó gradualmente el uso de ''grado alcohólico''; en 1973, la Unión Europea hizo lo mismo; y el Reino Unido, en 1980, donde se originó el concepto, empezó a utilizar ABV en su lugar. De igual manera, el Código de Estados Unidos impone el uso de ABV, pero también permite el uso de grado alcohólico.
El símbolo del grado (°) se utiliza a veces para indicar el grado alcohólico, ya sea solo (por ejemplo, 10°) o después de un espacio y unido a la letra P como nombre de unidad (por ejemplo, 13 °P).

## Historia
El término ''grado'' se remonta a la Inglaterra del siglo XVI, cuando las bebidas destiladas se gravaban con diferentes tipos impositivos en función de su contenido de alcohol. Una terminología y una metodología similares se extendieron a otras naciones a medida que se generalizaba la destilación de bebidas destiladas y su gravamen. En Inglaterra, las bebidas destiladas se analizaban originalmente con una prueba básica de ''inflamable o no inflamable'', es decir, si un líquido que contenía alcohol se encendía se consideraba ''por encima de la graduación'', y uno que no se encendía se consideraba ''por debajo de la graduación''. Un líquido alcohólico que mantenía la combustión se definía como de graduación 100 y era la base de los gravámenes. Dado que el punto de inflamabilidad del alcohol depende en gran medida de la temperatura, el grado 100 definido de este modo oscila entre el 20 % a 36 °C (97 °F) y el 96 % a 13 °C (55 °F) de alcohol en peso (ABW); a 24 °C (75 °F), 100 grados sería el 50 % ABW.
Otro de los primeros métodos para comprobar la graduación alcohólica de los licores era el «método de la pólvora». Se empapaba pólvora en un aguardiente y, si la pólvora seguía ardiendo, el aguardiente superaba el grado alcohólico. Esta prueba se basa en el hecho de que el nitrato de potasio (una sustancia química de la pólvora) es mucho más soluble en agua que en alcohol. Las pruebas de la pólvora, aunque menos influidas por la temperatura que la prueba más sencilla de inflamable o no inflamable, carecían también de una verdadera reproducibilidad. Algunos factores, como el tamaño del grano de la pólvora y el tiempo que ha permanecido en el alcohol, influyen en la disolución del nitrato potásico y, por tanto, en la definición de 100 grados. Sin embargo, el método de la pólvora es mucho menos variable que el método de inflamable o no inflamable, y el grado alcohólico 100 definido por este método se define tradicionalmente como 57,15 % ABV.
A finales del siglo XVII, Inglaterra había introducido pruebas basadas en la densidad específica para definir la prueba. Sin embargo, hasta 1816 no se definió en Inglaterra una norma legal basada en la densidad específica. Se consideraba que 100 grados era una bebida destilada con 12⁄13 de la densidad relativa del agua pura a la misma temperatura. Desde el siglo XIX hasta el 1 de enero de 1980, el Reino Unido midió oficialmente el contenido de alcohol por una prueba de destilación (proof spirit), definido como bebida destilada con una gravedad de  12⁄13 respecto a la del agua, o 923 kg/m³ (1.556 lb/cu yd), y equivalente a 57,15 % ABV.
El valor 57,15 % está muy próximo a la fracción  4⁄7 ≈ 0.5714. Esto llevó a la aproximación de que el aguardiente de 100 grados tiene un ABV de 4⁄7. De aquí se deduce que para convertir en grados el ABV expresado en porcentaje, solo es necesario multiplicar el ABV por 7⁄4. Así, un alcohol puro al 100 % tendrá 100×(7⁄4) = 175 grados, y una bebida destilada con un 40 % de ABV tendrá 40×(7⁄4) = 70 grados.
El sistema de graduación en Estados Unidos se estableció en torno a 1848 y se basaba en el porcentaje de alcohol en lugar de la densidad específica. El cincuenta por ciento de grado alcohólico volumétrico se definía como 100 grados. Nótese que esto es diferente del 50 % de porcentaje en volumen; este último no tiene en cuenta el cambio de volumen al mezclar, mientras que el primero sí. Para obtener un 50 % de alcohol puro, se toman 50 partes de alcohol y se diluyen con agua hasta obtener 100 partes de solución, mezclándolas al mismo tiempo. Para obtener un 50 % de alcohol por porcentaje en volumen, se toman 50 partes de alcohol y 50 partes de agua, medidas por separado, y se mezclan. El volumen resultante no será de 100 partes, sino de entre 96 y 97 partes, ya que las moléculas de agua más pequeñas pueden ocupar parte del espacio entre las moléculas de alcohol más grandes (véase graduación alcohólica).
En la actualidad, el uso de la graduación como medida del contenido de alcohol es sobre todo lingüístico e histórico. Hoy en día, los licores se venden en la mayoría de los lugares con etiquetas que indican su porcentaje de grado alcohólico volumétrico.

## Normativa gubernamental

### Unión Europea
La Unión Europea (UE) sigue las recomendaciones de la Organización Internacional de Metrología Legal (OIML, por sus siglas en inglés). La Recomendación Internacional n.º 22 (1973) de la OIML establece normas para medir el grado alcohólico volumétrico y el grado alcohólico másico. En el documento no se establece la preferencia de un método sobre el otro, pero si se utiliza el grado alcohólico volumétrico, debe expresarse como porcentaje del volumen total, y la mezcla de agua y alcohol debe tener una temperatura de 20 °C (68 °F) en el momento de la medición. El documento no aborda el grado alcohólico ni el etiquetado de las botellas.

### Reino Unido
El 1 de enero de 1980, Gran Bretaña adoptó el sistema de medición ABV prescrito por la Unión Europea, de la que entonces era miembro. La recomendación de la OIML para el ABV utilizada por la UE indica el alcohol por volumen en una mezcla que contiene alcohol como porcentaje del volumen total de la mezcla a una temperatura de 293,15 K [20,00 °C; 68,00 °F]. Este método sustituyó al densímetro de Sikes para medir el grado alcohólico de las bebidas destiladas, que se había utilizado en Gran Bretaña durante más de 160 años.

### Estados Unidos
En Estados Unidos, la ley exige que el contenido de alcohol se especifique en forma de porcentaje ABV. En el caso de las bebidas destiladas embotelladas de más de 100 ml (3,5 imp fl oz; 3,4 US fl oz) que no contienen sólidos, se permite que el contenido real de alcohol varíe hasta un 0,15 % del ABV indicado en la etiqueta. Por el contrario, las bebidas destiladas embotelladas de menos de 100 ml (así como las que contienen sólidos) pueden variar hasta un 0,25 %. El grado alcohólico (no se utiliza el término prueba de grado), definido como el doble del porcentaje de alcohol por volumen, puede indicarse opcionalmente junto con el ABV. Por ejemplo, el whisky puede etiquetarse como 50 % ABV y como 100 grados; el whisky de 86 grados contiene 43 % ABV. La graduación de embotellado más típica para las bebidas destiladas en Estados Unidos es de 80 US grados, y existe un reconocimiento legal especial para las bebidas destiladas de 100 grados en la categoría bottled in bond (embotellado de calidad) definida desde 1897.
El Código de Regulaciones Federales exige que las etiquetas de los licores indiquen el porcentaje de ABV. La normativa permite, pero no exige, que se indique la graduación, siempre que se imprima cerca de la cifra de ABV. En la práctica, los niveles de graduación se siguen indicando en casi todas las etiquetas de bebidas alcohólicas de Estados Unidos, y se utilizan con más frecuencia que el ABV cuando se describen bebidas alcohólicas en el periodismo y en entornos informales.

### Canadá
En Canadá, las bebidas se etiquetaron en función de su grado alcohólico hasta 1972, y luego se sustituyó por ABV.